# Nakur (personage)
Nakur (oorspronkelijk Nakor) is een fictief persoon van de schrijver Raymond E. Feist die een belangrijke rol speelt in de boeken over de wereld Midkemia. Hij verschijnt het eerst in het boek Prins van den bloede.

## Nakur als personage
Nakur is een Isalani, een volk uit Kesh uit de provincie Isalan. Dit volk wordt omschreven als mensen met een gelige huid. Ze zijn erom bekend mystiek en diefachtig te zijn. Nakur is een excentriek karakter die wat revolutionaire ideeën heeft over energie, magie en 'spul' dat het universum maakt. Ondanks dat hij een magiër met zeer grote krachten is, blijft hij beweren dat magie slechts bestaat uit trucjes. Hij heeft altijd een schijnbaar lege rugzak bij zich waar hij voortdurend sinaasappels (en zo nu en dan appels) uit kan blijven halen. Hij staat ook bekend als een gokker en een valsspeler. Hij werd in vroeger tijden ook wel 'Nakur de Blauwe Ruiter', genoemd maar wanneer hij in de verhalen verschijnt is hij zijn paard al lang kwijt.

## Nakur in het verhaal
Zodra Nakur zijn entree maakt in het verhaal is hij niet meer weg te denken. Zo nu en dan is hij periodes weg, maar hij komt altijd terug. Hij wordt een van Pucs bondgenoten in zijn gevecht tegen de Naamloze. Nakur neemt uiteindelijk een van de sleutelposities in het conclaaf der schaduwen in. Nakur lijkt in het verhaal altijd net iets meer te weten dan de andere personages. In het nieuwste boek van Feist wordt duidelijk waarom.

## Leuke wetenswaardigheden over Nakur
- Nakur zegt in het boek 'De Macht van een Koopmansprins' tegen Caelis dat hij zes keer zo oud is. Ervan uitgaande dat Caelis dan 50 is, is Nakur minstens 300.
- Nakur krijgt wanneer hij het Keizerrijk redt een nieuw paard, dat spoedig ook sterft.
- Nakur is meerdere malen getrouwd geweest, waaronder één keer met de Smaragden Koningin.
- Nakur is ook een tijdje de leider geweest van het geloof in de goede godin.